# Selección juvenil de rugby de Georgia
La selección juvenil de rugby de Georgia es el equipo nacional de rugby regulado por la Georgian Rugby Union (GRU).
Ha competido en Campeonato Mundial de Rugby Juvenil y en el Trofeo Mundial de Rugby Juvenil que son para menores de 20 años (categoría M20) antiguamente compitió en los extintos Mundiales M19 y M21.
A nivel continental disputa del torneo M18 desde el 2004 y en los últimos años el M19.

## Historia
Georgia derrotó a Portugal 44-14 en la final del Campeonato de Europa Sub-19 para clasificarse para el Trofeo Mundial de Rugby Sub-20 2015. En 2015, ascendieron al Campeonato Mundial de Rugby Sub-20 después de ganar el Trofeo Mundial de Rugby Sub-20 de 2015 y en 2017, Georgia fue sede del Campeonato Mundial de Rugby Sub-20. en 2018 terminaron 9º, el mejor resultado de la historia.

## Palmarés
- Trofeo Mundial (1): 2015[2]

- Mundial M19 División B (2): 1998, 2001

- Mundial M19 División C (2): 1995, 1997

- Europeo M19 (4): 2010, 2011, 2013 y 2014[3]

- Europeo M18 (6): 2018, 2019, 2021, 2022, 2023, 2024

## Participación en copas
| - Sudáfrica 2005: 12º puesto (último) - EAU 2006: 4º puesto - Irlanda del Norte 2007: 2º puesto - Francia 2006: 12º puesto (último) - Inglaterra 2016: 10º puesto - Georgia 2017: 10º puesto - Francia 2018: 9º puesto - Argentina 2019: 10º puesto - Italia 2020: Cancelado - Sudáfrica 2023: 8º puesto - Sudáfrica 2024: 9º puesto - Italia 2025: 9º puesto - Georgia 2026: A disputarse - Chile 2008: 3º puesto - Kenia 2009: no clasificó - Rusia 2010: no clasificó - Georgia 2011: 3º puesto - Estados Unidos 2012: 4º puesto - Chile 2013: no clasificó - Hong Kong 2014: 5º puesto - Portugal 2015: Campeón invicto | - Italia 2004: 6º puesto - Francia 2005: 5º puesto - Italia 2006: 6º puesto - Francia 2007: 6º puesto - Italia 2008: 6º puesto - Francia 2009: 7º puesto - Italia 2010: 3º puesto - Francia 2011: no participó - España 2012: 6º puesto - Francia 2013: 6º puesto - Polonia 2014: 7º puesto - Francia 2015: 2º puesto - Portugal 2016: 2º puesto - Francia 2017: 2º puesto - Polonia 2018: Campeón invicto - Rusia 2019: Campeón invicto - Francia 2011: 3º puesto - Portugal 2007: no participó - Polonia 2008: 2° puesto - Portugal 2009: 2° puesto - Bélgica 2010: Campeón - Rumania 2011: Campeón - Portugal 2012: 2º puesto - Portugal 2013: Campeón - Portugal 2014: Campeón - Portugal 2015: no participó - no ha participado - International Series 2021: 3° puesto - Summer Series M-20 2022: 6º puesto |